# Філ Девіс (тенісист)
Філ Девіс (англ. Phil Davies; нар. ) — колишній австралійський тенісист.

## Фінали Гран-прі за кар'єру

### Парний розряд: 1 (0–1)
| Результат | W/L | Дата     | Турнір            | Покриття | Партнер   | Суперники              | Рахунок  |
| --------- | --- | -------- | ----------------- | -------- | --------- | ---------------------- | -------- |
| Поразка   | 0–1 | Січ 1979 | Гобарт, Австралія | Тверде   | Бред Гван | Джон Джеймс Кріс Кехел | 4–6, 4–6 |